# Glanvilles Wootton
Glanvilles Wootton – wieś w Anglii, w hrabstwie Dorset, w dystrykcie (unitary authority) Dorset. Leży 19 km na północ od miasta Dorchester i 179 km na południowy zachód od Londynu.